# Сен Леже
Сен Леже (на френски: Saint-Léger) е селище в Южна Белгия, окръг Виртон на провинция Люксембург. Населението му е около 3200 души (2006).